# Олімпійський стадіон (Пхьончхан)
Олімпійський стадіон (кор. 평창 올림픽 스타디움) у Пхьончхані, що в Південній Кореї є тимчасовим місцем проведення церемонії відкриття і закриття Зимових Олімпійських ігор 2018 та Паралімпіади 2018.

## Розташування
Розташована в місті Тегвалльон-Мен, що входить до складу Пхьончхана Олімпік Плаза, за майже 2 км (1,2 миля) на північний схід від курорту Альпензія.
Семиповерховий стадіон (плюс один підземний рівень) має форму п'ятикутника і вміщує 35 000 глядачів.
Стадіон побудований на майданчику 80 000 квадратних метрів (860 000 кв. футів) в Hoenggye. Це остання велика споруда, що побудована для цих Ігор. Очікується, що його вартість складе 86 мільярдів південнокорейських вон (78 мільйонів доларів США) за тимчасовий стадіон, який незабаром буде розібрано. Приблизна висота становить 740 метрів (2430 футів) над рівнем моря.
Неподалік від Олімпійського стадіону розташовані виставковий зал, традиційний продовольчий ринок та інші історичні пам'ятки, які залишаться, як спадщина.

## Історія
Спочатку планувалось, що церемонії відкриття та закриття Олімпіади у Пхьончхані будуть проходити на сучасному стадіоні для стрибків на лижах в Альпензіа. Це був план, подібний до Зимової Олімпіади 1994 року. Однак, у липні 2012 року POCOG оголосив про деякі зміни в плані проведення заходів, а церемонії були перенесені до Hoenggye. Основними причинами стали організаційні, адже для підготовки та проведення церемонії могли б завадити тренуванням спортсменів у стрибках на лижах з трампліна, а також погодні умови для глядачів.